# Alexander Thomson
Alexander "Greek" Thomson (9 de abril de 1817 - 22 de marzo de 1875) fue un eminente arquitecto escocés y teórico de la arquitectura, que en alguna de sus propuestas anticipó algunas cuestiones de la arquitectura sostenible. Aunque su trabajo fue publicado en la prensa arquitectónica de su tiempo, fue poco apreciado fuera de la ciudad de Glasgow durante su vida. Solamente desde las décadas de 1950 y 1960 ha recuperado algo de su reputación, no menos importante que su probable influencia sobre Frank Lloyd Wright.
El crítico Henry-Russell Hitchcock ha dicho sobre él:

Glasgow en los últimos 150 años ha tenido dos de los más grandes arquitectos del Mundo occidental. C. R. Mackinstosh no fue altamente productivo, pero su influencia en la Europa central fue comparabla a los arquitectos americanos como Louis Sullivan y Frank Lloyd Wright. Un arquitecto mayor y felízmente productivo, aunque su influencias solo puede rastrearse ocasionalmente en América en Milwaukee y en Nueva York y no en todo lo que conozco, fue Alexander Thomson.
Henry-Russell Hitchcock (1966)

## Primeros años

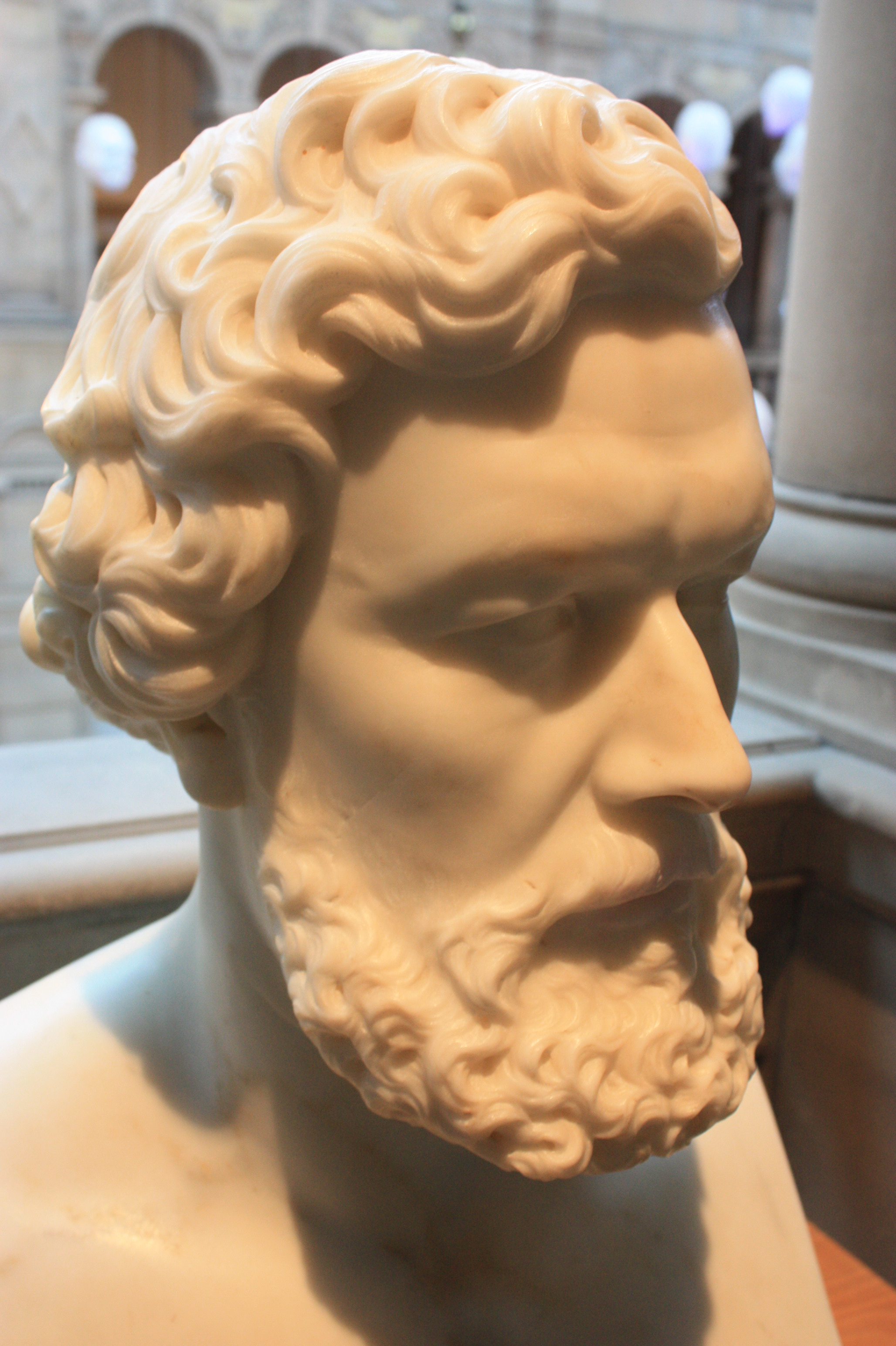
Alexander Greek Thomson, obra de John Mossman, 1877

Alexander Thomson nació en la aldea de Balfron, en Stirlingshire, hijo de John Thomson, un contador, y de Elizabeth Cooper Thomson, noveno de doce hijos. Su padre, que ya tenía ocho hijos mayores de un matrimonio anterior, murió cuando Alexander tenía siete años. La familia se trasladó a las afueras de Glasgow, pero ocurrió una tragedia cuando la hija mayor, Jane, y tres de sus hermanos murieron entre 1828 y 1830, el mismo año en que también murió su madre. Los demás niños se trasladaron con uno de los hermanos mayores, William, un profesor, y su esposa e hijo a Hangingshaw, justo al sur de Glasgow. Todos los chicos Thomson trabajaron desde edad temprana, pero los niños también fueron educados en casa. Se cree que Alexander trabajó en una oficina con un abogado, posiblemente Wilson, James y Kays, en donde su hermano mayor, Ebenezer, fue empleado como un contador y en donde luego llegó a ser socio en el negocio.

## Carrera profesional

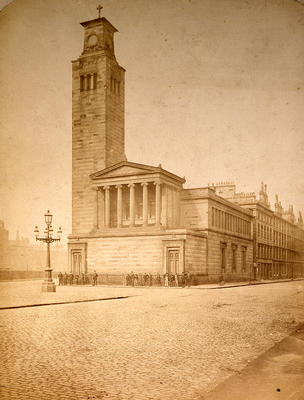
La iglesia de la carretera de Caledonia, Glasgow

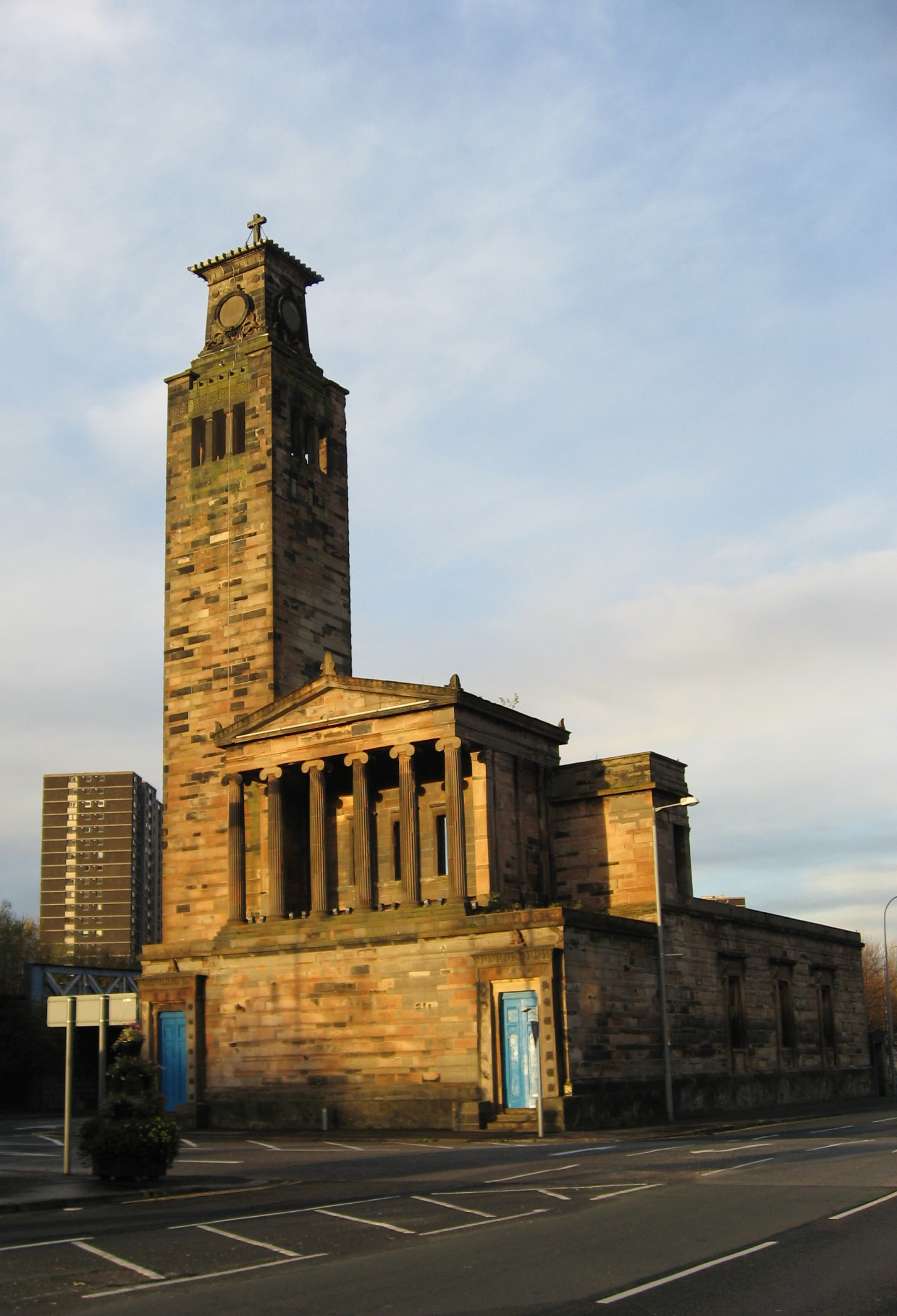
Iglesia de la carretera de Caledonia, Glasgow

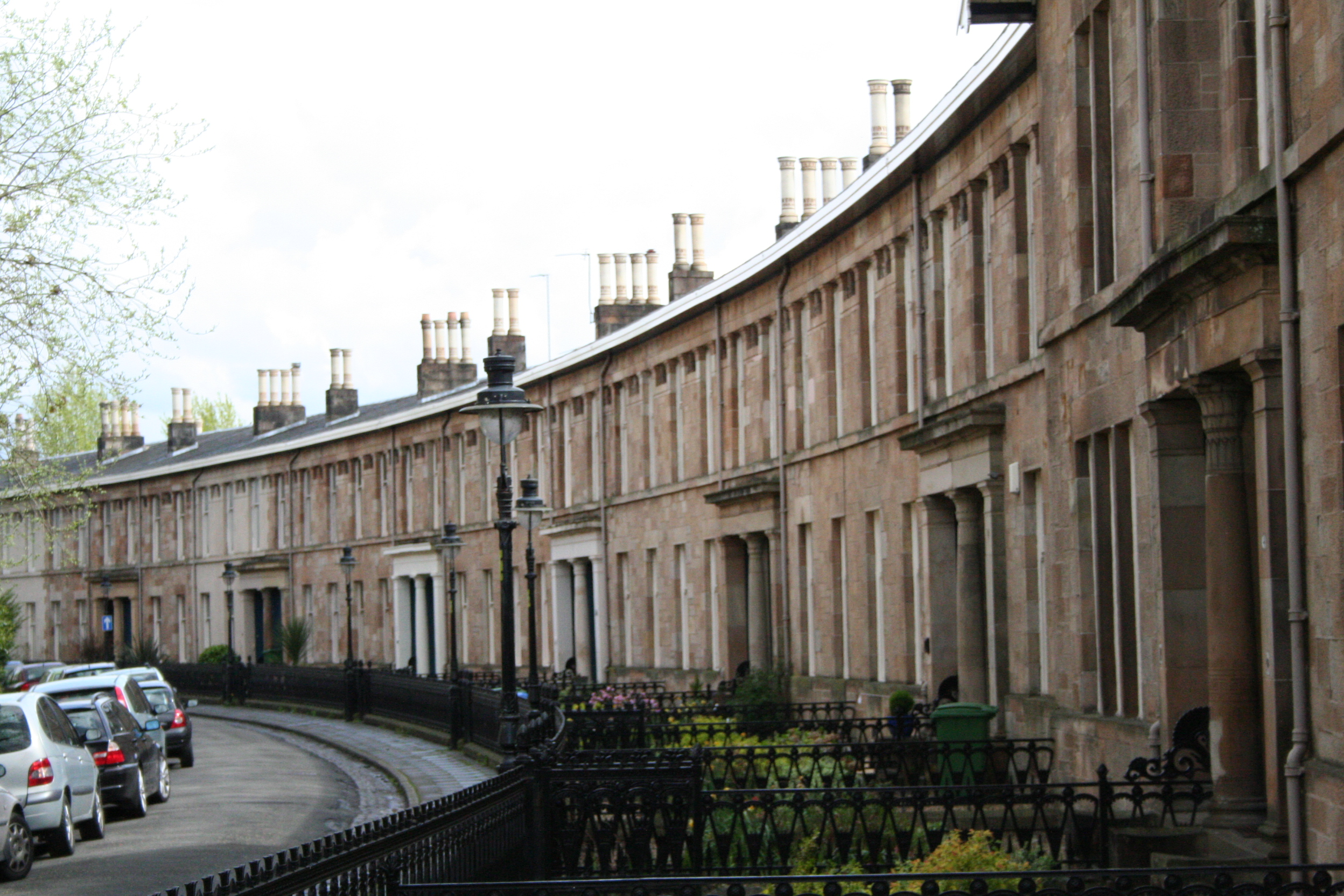
Casas aterrazadas en el Millbrae Crescent en Langside, c. 1870

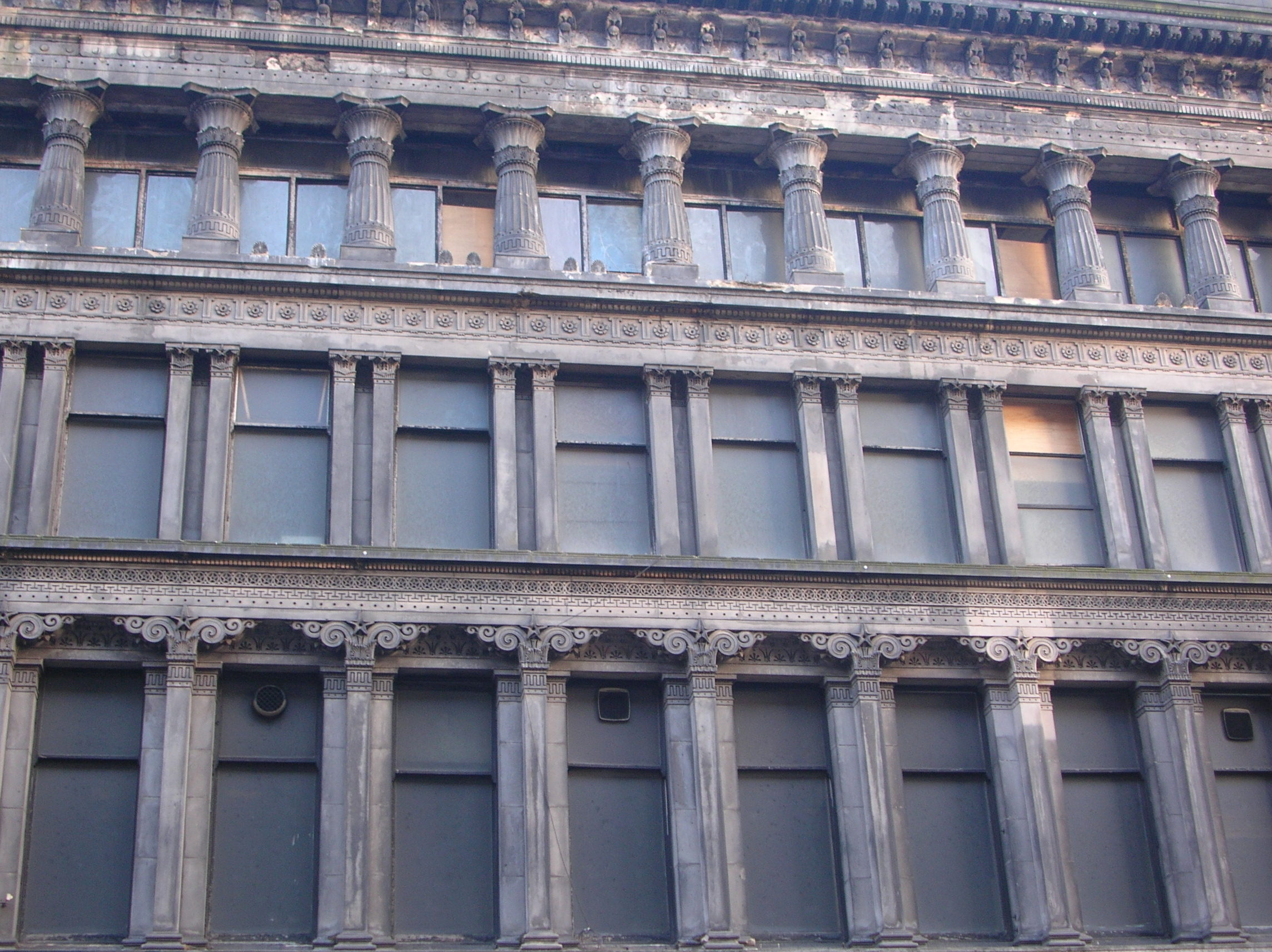
Edificio Salas egipcias de Thomson en Union Street, frente a la Estación Central de Glasgow

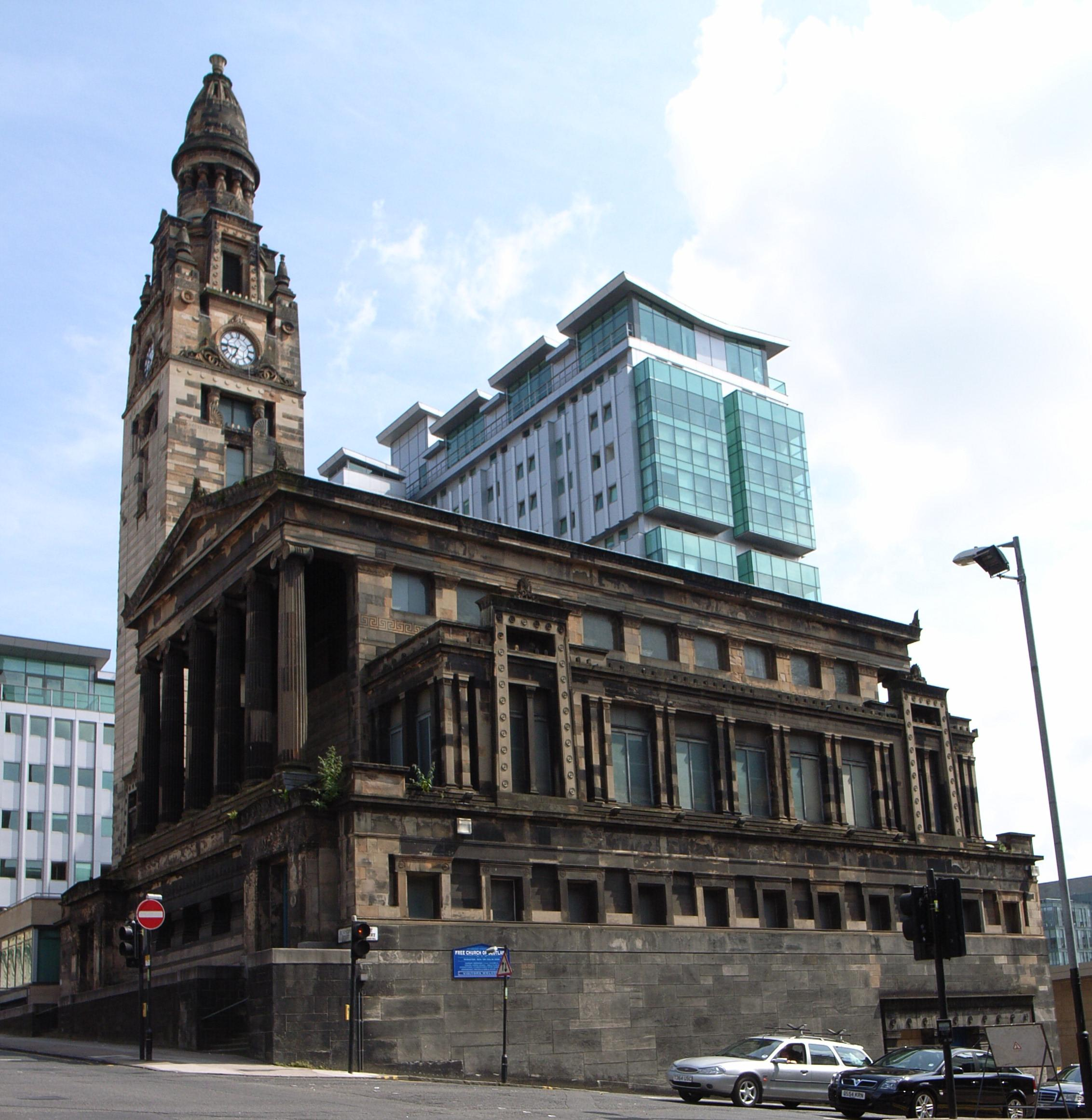
La Iglesia Liberación de la calle St. Vincent

Alexander fue finalmente aprendiz en Glasgow del arquitecto Robert Foote, y luego consiguió un empleo en la oficina de John Baird como dibujante. En 1848 Thomson se independizó, formando la firma la firma Baird & Thomson, junto con John Baird II, que más adelante se convertira en su cuñado. La compañía duró nueve años. En 1857, en calidad de «emergente estrella arquitectónica de Glasgow», ejerció con su hermano George, disfrutando de los años más productivos de su vida. Ostentó la presidenciae tanto de la Glasgow Architectural Society [Sociedad de Arquitectura de Glasgow] y del Glasgow Institute of Architects [Instituto de Arquitectos de Glasgow]. Thomson fue un mayor de la Iglesia Presbiteriana Unida de Escocia, y sus profundas creencias religiosas se reflejaban en su trabajo. Hay una creencia firme de que identificaba estrechamente el Templo de Salomón con la planta de la basílica griega que uso en sus tres iglesias principales.
Realizó muchos edificios de muchos tipos, villas, un castillo, terrazas urbanas, almacenes, apartamentos, y tres extraordinarias iglesias. De estas, la iglesia Libre de la Carretera de Caledonia (1856-1857, ahora en ruinas), la iglesia Presbiteriana Unida del Parque de la Reina (1869, destruida en la Segunda Guerra Mundial), y la iglesia de la calle St Vincent (1859), esta la única que se mantiene intacta. Hitchcock al respecto señaló: «[Thomson ha construido] tres de las de las mejores iglesias clásicas románticas en el mundo». Thomson desarrolló su propio estilo, muy idiosincrático, a partir de las fuentes griegas, egipcias y levantinas y las adaptó libremente a las necesidades de la ciudad moderna.
A la edad de 34 años, Thomson diseñó su primer y único castillo, el castillo de Craigrownie, que se sitúa en la punta de la península Rosneath en Cove, con vistas al Loch Long. El edificio de seis pisos es de estilo baronial escocés, con una torre central con almenas, gabletes apuntados y ventanas mirador, además de una capilla y un cottage para las caballerizas.
Thomson diseño villas para Langside, Pollokshields, Helensburgh, Cove, el estuario del Clyde y la isla de Bute. Sus «villas de madurez eran griegas de estilo aunque no se asemejan a las casas neogriegas... [y ellas] están dominadas por líneas horizontales descansando sobre un fuerte podio».
Según Gavin Stamp, «Thomson diseñó cuidadosamente sus villas con simetrías dentro de una asimetría general en un lenguaje personal en el que la disciplina horizontal de un orden de gobierno continuo, ya sea expresada o implícita, nunca fue abandonada».  Con respecto a las similitudes con Frank Lloyd Wright, Stamp declara: «A menudo se ha observado que hay claras semejanzas entre las primeras casas de la Prairie School y el diseño de masas horizontales de Thomson, con sus frontones poco elevados y los amplios aleros, junto con un jardín que los conecta». Como sir John Summerson señaló: «Hay algo salvajemente 'estadounidense' en Thomson: una actitud de 'Nuevo Mundo'. Se ve en las villas ... una especie de primitivismo, ultra-toscano».
Más adelante en su carrera abandonaría su eclecticismo y adoptaría un estilo griego puramente jónico por el que es reconocido, como tal, es quizás el último en una tradición continua de arquitectos neogriegos británicos. Al atacar al gótico, «insistió en que 'Stonehenge está realmente construido más científicamente que York Minster' ... [aludiendo al] comentario de Pugin de que en sus templos 'los griegos erigieron sus columnas como los montantes de Stonehenge'».  Otras obras importantes que aún se mantienen en pie son Moray Place, Great Western Terrace, Egyptian Halls en Union Street, Grosvenor Building, Buck's Head Building en Argyle Street, Grecian Buildings en Sauchiehall Street, los crescents de Walmer y Millbrae, y su villa, Holmwood House, en Cathcart. Otros tumbas monumentales diseñadas por Thomson que son dignos de estudio son las del reverendo A.O. Beattie y del rev. G.M. Middleton, así como la de John McIntyre en el Cathcart Old Parish Cemetery. 
Thomson fue un visionario que introdujo en el vocabulario arquitectónico algunos de los elementos esenciales de la vivienda sostenible. Este argumento se basa en un diseño no realizado que Thomson preparó en 1868 para el Glasgow City Improvement Trust, una agencia del Ayuntamiento encargada de reconstruir una gran área de tugurios de viviendas centrada en el casco antiguo medieval. El Trust invitó a Thomson y a otros cinco arquitectos destacados para que propusieran diseños para la reconstrucción de varias parcelas a lo largo del eje de High Street. Thomson sugirió que se construyesen viviendas paralelas estrechamente espaciadas dentro del patio central, cuyos extremos estarían abiertos para facilitar la ventilación. También propuso que calles alternas estuviesen acristaladas para mayor calidez y seguridad de los residentes. Aunque las ideas de Thomson no lograron ponerse de moda en ese momento, nuevas investigaciones y técnicas CAD han ayudado a mostrar cuán revolucionaria fue su propuesta para mejorar la vivienda de los trabajadores.

## Escritos
Los escritos de Thomson incluyen las conferencias Haldane sobre la historia de la arquitectura (1874) y la Inquiry as to the Appropriateness of the Gothic Style for the Proposed building for the University of Glasgow [Investigación acerca de la apropiación del estilo gótico para la propuesta de la Universidad de Glasgow] (1866) que trataba de rebatir a Ruskin y las demandas de Pugin de la superioridad del gótico.

## Familia
El 21 de septiembre de 1847, Thomson se casó con Jane Nicholson, nieta del arquitecto Peter Nicholson, en una doble boda ceremonial con su hermana, Jessie, que se casó con John Baird II. Tuvieron doce hijos en total, aunque perdería cinco en una epidemia. Thomson murió el 22 de marzo de 1875 en su casa en Moray Place en Strathbungo, Glasgow, precisamente una de sus creaciones. El arquitecto fue enterrado al lado de sus cinco hijos fallecidos, en Gorbals Southern Necropolis, el 26 de marzo de 1875; allí mismo fue enterrada su esposa viuda, Jane, en 1889. Su obituario apareció en el Building News el 26 de marzo de 1875, escrito por su amigo, Thomas Gildard, quien también escribió su biografía.
Uno de sus hermanos, George Thomson (1819-1878), se convirtió en misionero bautista en Limbe, Camerún (entonces conocido como «Victoria»), en donde combinó sus actividades religiosas con su pasión por la botánica. Una orquídea epifita del género de las Pachystoma fue nombrada en su honor con el nombre de Pachystoma thomsonianum.
Su sobrino, William Cooper Thomson (1829-1878) fue un misionero en Nigeria, por quien fue nombrada la viña Corazón sangrante, Clerodendrum thomsoniae.

## Legado
El Instituto de Arquitectos de Glasgow estableció el Alexander Thomson Memorial inmediatamente después de su muerte. Un busto de mármol del arquitecto de John Mossman fue presentado en las Corporation Galleries, Sauchiehall Street, y ahora se muestra en la Kelvingrove Art Gallery and Museum. La beca Alexander Thomson (Alexander Thomson Travelling Studentship), de la que el segundo ganador fue Charles Rennie Mackintosh, se estableció en su honor, «con el propósito de proporcionar una beca itinerante para el fomento del estudio de la arquitectura clásica antigua, con especial referencia a los principios ilustrados en obras del sr. Thomson».
Thomson fue el arquitecto más destacado de su época en Glasgow; sin embargo, hasta hace poco, sus edificios y su reputación se habían descuidado en gran medida en la ciudad agraciada por sus obras. En general, se considera que Holmwood House es el proyecto residencial más fino y original de Thomson. Bajo la propiedad del National Trust for Scotland, Holmwood ha sido restaurado a su estado original y está abierto al público en general. Durante la renovación, se descubrieron diecinueve paneles de un friso clásico que representa escenas de La Ilíada de Homero bajo capas de pintura y papel pintado, lo que hace que el apodo de Thomson sea aún más apropiado.
En 1999, se llevó a cabo una exposición retrospectiva titulada «Alexander Thomson: The Unknown Genius» en The Lighthouse, recordando a los habitantes de Glasgow la necesidad de proteger los ejemplos que se conservan del arquitecto en su ciudad. El arquitecto británico emigrado George Ashdown Audsley siguió de cerca la ornamentación de Thomson en varios de sus edificios civiles. El ejemplo sobreviviente más notable son sus Bowling Green Offices (terminadas en 1896) en la ciudad de Nueva York. La base de granito altamente tallada de ese alto edificio de oficinas es del estilo Thomson con pisos de ladrillo estilo la Escuela de Chicago arriba.